# Stempelsnijder

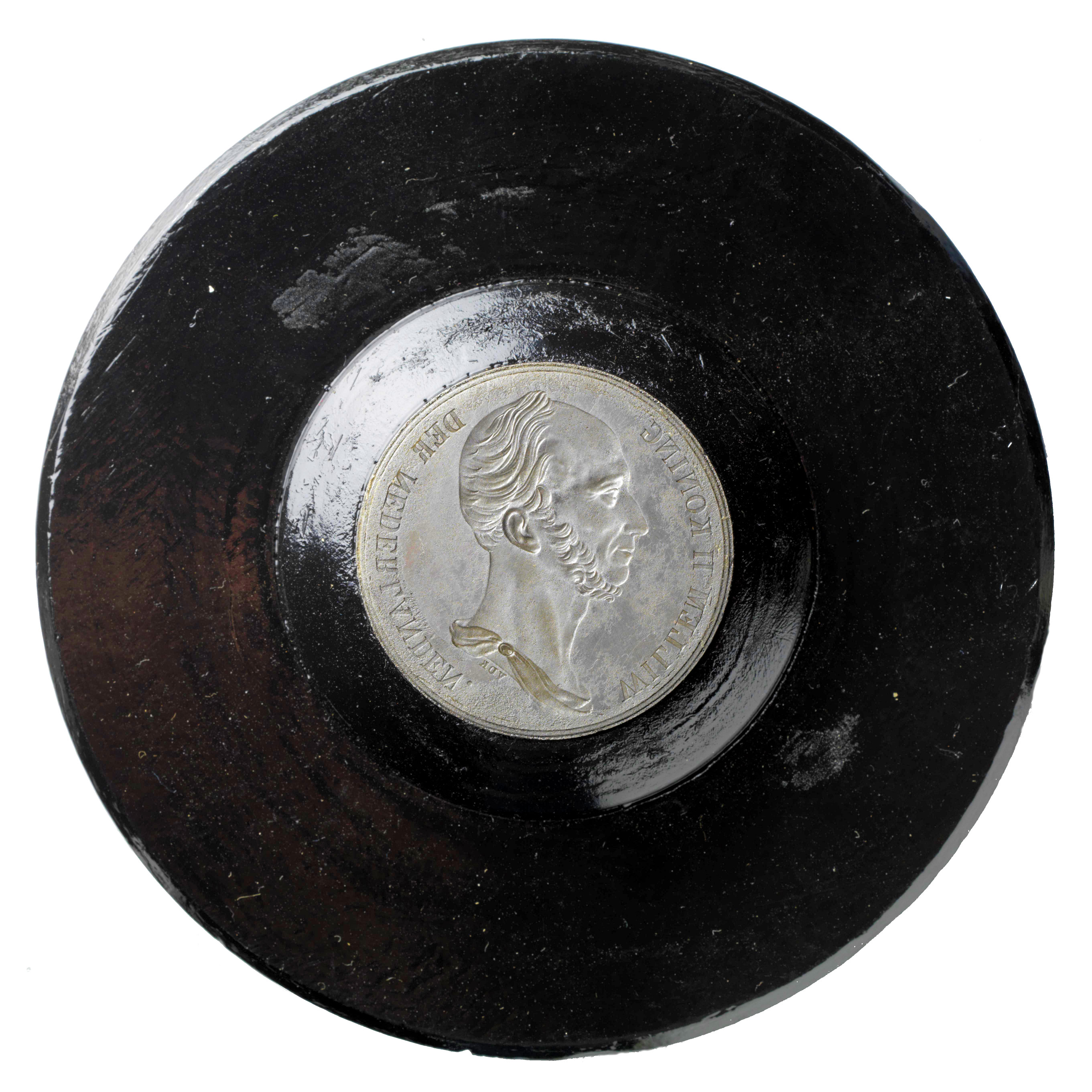
Stempel van David van der Kellen jr. voor de voorzijde van een gedenkpenning ter gelegenheid van een bezoek van koning Willem II (1841) aan 's Rijks Munt

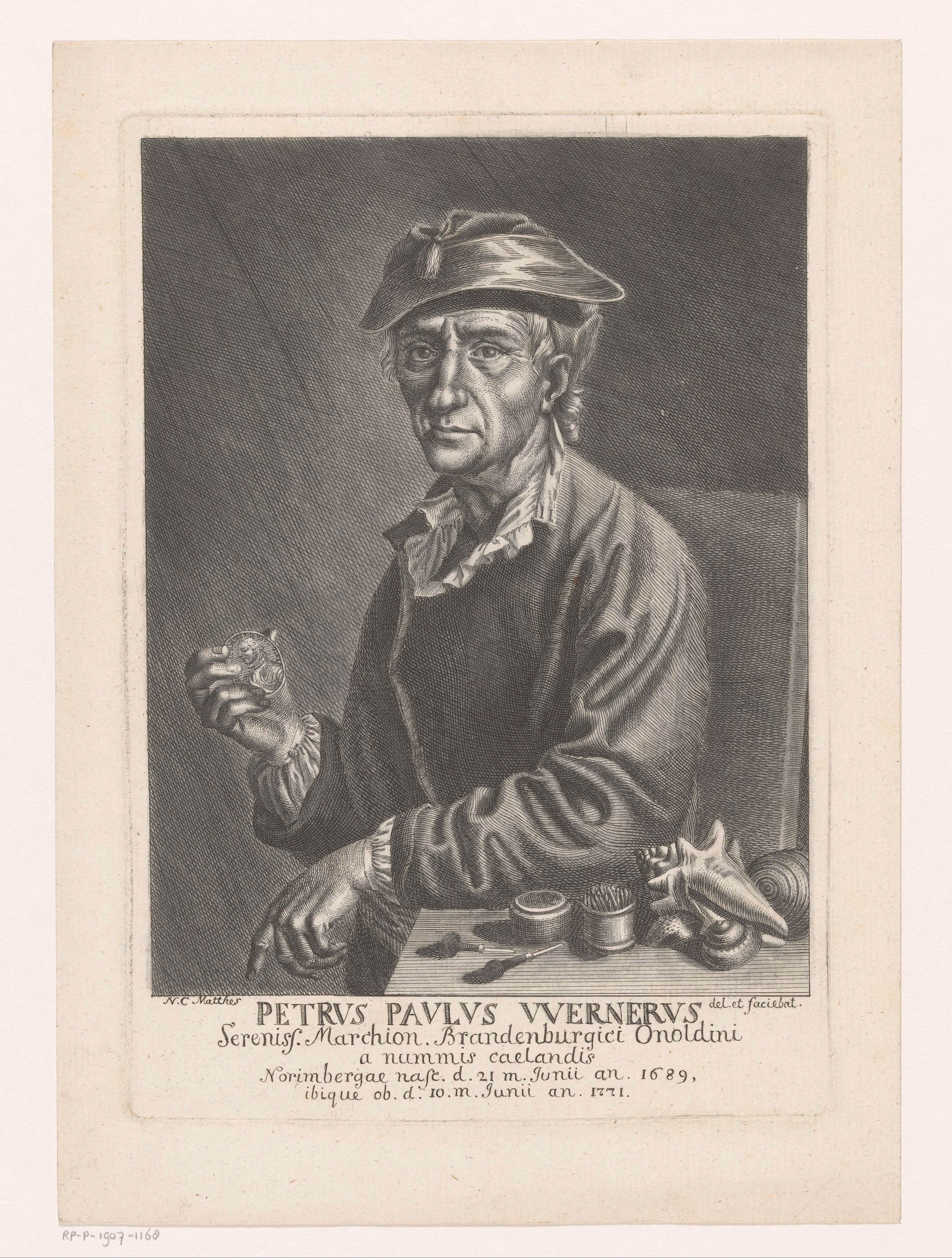
De Duitse medailleur en stempelsnijder Peter Paul Werner (1689-1771). Op de tafel naast hem onder meer een stempel en twee burijnen.

Een stempelsnijder is een graveur die onder meer ijk-, keur- en zegelstempels maakte en binnen de numismatiek specifiek stempels voor het slaan van munten en penningen.
De stempels worden in het muntproductieproces gebruikt om een muntzijde en beeldenaar op een rondel aan te brengen. Van oudsher gebeurde dat bij gehamerde munten, later ook bij geschroefde munten. Stempelsnijders werden zowel in de praktijk bij munthuizen als op kunstacademies gevormd in onder meer tekenen, beeldhouwen en de graveerkunst. Bij verdergaande mechanisatie van het proces is het ambachtelijk handwerk vervangen, stempels worden nu machinaal gemaakt.

## Nederlandse stempelsnijders
Tot de Nederlandse stempelsnijders behoorden onder meer Gerard van Bylaer (16e eeuw), Jacob van Dishoecke, Daniël Drappentier (17e eeuw), Johannes Drappentier (de zoon van Daniël Drappentier), A.M.J. van Baerll, Barend Christiaan van Calker en Gerrit van Moelingen (18e eeuw). Enkele stempelsnijders in dienst van 's Rijks Munt in Utrecht waren David van der Kellen sr., David van der Kellen jr., Johan Philip Menger, Johan Philip Matthias Menger en Johannes Cornelis Wienecke. 
Een twintigste-eeuwse stempelsnijder op ander gebied was P.H. Rädisch (1891-1976), die voor de Haarlemse drukkerij Enschedé werkte en de ontwerpen van letterontwerper Jan van Krimpen in metaal overbracht.